# 资中筠
资中筠（1930年6月22日—），祖籍湖南耒阳，出生于上海，中国翻译家，学者，中国社会科学院荣誉学部委员，曾任中国社会科学院美国研究所所长，《美国研究》杂志主编。资中筠精通英语及法语，是国际政治及美国研究专家。

## 生平
资中筠5岁时随父亲资耀华和母亲童益君迁到天津，于天津租界内长大，居住于昭明里。资中筠自小学一年级至高中三年级期间，除高小即小学五年级、六年级两年在上海就读以外，均在天津就读于天津英租界的耀华学校，1947年从耀华学校（今天津耀华中学）高中毕业，考入燕京大学，就读一年后转入国立清华大学，1951年毕业于清华大学西方语言文学系。
1950年代至1960年代于“中国人民保卫世界和平委员会”从事民间外交活动，作国际会议的英语及法语翻译，因工作原因访问过亚洲、非洲、拉美的多个国家。1956年至1959年作为世界和平理事会中国书记的助手及翻译常驻维也纳。在从事外交工作期间，曾经担任毛泽东、周恩来等中共领导人的非专职翻译。
文革期间，资中筠作为知识分子曾被下放至河南省郸城县五七干校劳动。从“五七”干校调回之后，参与尼克松访华的接待工作。之后在“中国人民对外友好协会”主管对美工作。
1970年代末，在资中筠主动要求下转入学术工作，首先在外交部下属的中国国际问题研究所美国研究室从事美国研究。
1985年起，资中筠在中国社会科学院美国研究所先后出任副所长、所长。1992年任《美国研究》主编。1993年发起了“中美关系史研究会”，并且任第1、第2届会长。1996年，资中筠退休，此后继续从事学术活动，同时写一些杂文及随笔，诸多文章均是在退休之后完成的。
2000年至2005年担任南京大学－约翰·霍普金斯「中美研究中心国际问题研究所学术委员会」中方主任及客座教授。2002年出版第一部随笔作品集《读书人的出世与入世》。2004年被中国翻译协会评为“资深翻译家”。2011年10月8日发布了新书《资中筠自选集》。2009年，资中筠被聘为中央文史研究馆馆员。

## 言论观点

### 政治观点
2012年7月18日，她在香港书展上说：“在权力不受监督的情况下，官员必然腐败，以德治国不再适用于现代中国。对于中国的海外形象，中国宣传软实力，只要发生几宗‘被自杀’事件，在国外开多少间孔子学院，都救不了中国的面子！”
 有记者对资中筠提出：“中国社会除了腐败问题，也会有一个阶层固化的现象，‘富二代’、‘官二代’占据最好的资源，上升渠道的阻塞，会让很多人对未来丧失信心。”她答复说：
你说的社会流动性问题，确实是现在中国社会一个很大的问题。一个国力比较强、有活力的社会，应该是流动性比较强的社会，假如要是哪个阶层的子子孙孙永远就属于哪个阶层，年轻人认为没办法通过努力就能够过上更好的生活，那么这个社会就会停滞不前。中国出现这样一种现象，是社会的不幸。

当然也不能说现在完全都是这样，现在社会上并不是说你不是“富二代”、“官二代”就永远没有出路，通过自己的努力，上升的空间还是有的。年轻人不能以此为借口，觉得一切都是白搭，用不着努力，等到机会来了的时候，你又没有准备好，这就是你自己的问题了。

### 教育观点
资中筠对于中国教育深感痛心和担忧。曾表示，中国目前的教育方式传授的就是完全扼杀人的创造性和想象力的极端功利主义。同时对中国大陆大学的课题制提出批评，认为其完全破坏了教育最本质的东西。对985工程和211工程提出了质疑，并认为唯一的办法，就是要放开思路，允许私人办学。
资中筠认为中国重官轻学、官本位的教育现状不改变的话，中国人种会退化，她举例称1991年清华80年校庆还算正常，到90周年校庆时，江泽民要来参加校庆，而且校庆上第一位讲话的人不是清华毕业生，而是江泽民，从那时起，返校节开始变味。到了100周年校庆时，完全变味，在人大会堂的活动完全变成官方活动，不在校园，按级别讲话。

## 著作

### 著作
资中筠自转入学术研究后，出版过多部学术著作。1987年资中筠出版过《美国对华政策的缘起和发展：1945-1950》，2001年再版时更名《追根溯源》。书中有关美国对台政策一章于1982年先行发表并被《人民日报》刊登，新华社将其摘录并译成多国文字发表，引起中美等世界多国注意，获1977-1991社科优秀著作奖。
1991年，出版《美台关系四十年》（与何迪合编），1994年，出版《战后美国外交史：从杜鲁门到里根》《二十世纪的美国》
《国际政治理论探索在中国》 2003年，出版《散财之道：美国现代公益基金会述评》，2006年再版更名《财富的归宿》。该书英文版在2007年在美国出版，书名为《The Destiny of Wealth: American Philanthropic Foundations from a Chinese Perspective》。 2015年，出版《财富的责任与资本主义演变：美国百年公益发展的启示》，这是第一本由中国学者撰写的综合介绍和分析美国公益事业发展的著作。
随笔：《斗室中的天下》、《锦瑟无端》、《读书人的出世与入世》、《学海岸边》（与丈夫陈乐民合著）、《有琴一张》。
文集：《资中筠集》、《资中筠自选集》。
回忆录：《蜉蝣天地话沧桑：资中筠九十自述》（香港牛津大学出版社，2019年6月）。

### 译著
资中筠翻译过多部著名经典著作。法国巴尔扎克的《公务员》、《浪荡王孙》、《农民》；美国所著的；美国薇拉·凯瑟所著的《啊，拓荒者》；英国所著的《哲学的慰藉》等。

## 评价
- 《炎黄春秋》杂志社副社长杨继绳：“她不阿世、不迎俗，以独立的人格，自立于天地之间。”[11]
- 学者袁征评价：“在某些人眼中‘单纯幼稚’的她，实际上对于社会的剖析却是如此深刻。”[5]
- 作家毕飞宇评价：“先生思想是今天的，但她的风度和气质属于‘那个时代’，在今日中国几成绝版。”[26]